# Il romanzo di un giovane povero (film 1974)
Il romanzo di un giovane povero è un film del 1974 diretto da Cesare Canevari.